# شاوروف اس‌اچ-۷
شاوروف اس‌اچ-۷ (به انگلیسی: Shavrov_Sh-7) یک هواگرد ملخ‌پیشین تک‌موتوره از نوع ترابری هواپیمای آبی خاکی ساخت شرکت Shavrov است. هواگرد شاوروف اس‌اچ-۷ نخستین پروازش را در ۱۶ ژوئن ۱۹۴۰ میلادی انجام داد. در مجموع، تعداد ۱ فروند از این هواگرد ساخته شده‌است.
طراح این هواگرد، Vadim Shavrov بود.